# Италијански ловачки асови у Другом светском рату
Следи списак италијанских ловачких асова из периода Другог светског рата

## Ловачки асови

### Пилоти са више од 20 ваздушних победа
- Франко Лукини 26 ваздушних победа
- Адриано Висконти 26 ваздушних победа
- Терезио Мартиноли 23 ваздушних победа
- Леонардо Ферули 22 ваздушних победа

### Пилоти са више од 15 ваздушних победа
- Франко Бордоно-Бислери 19 ваздушних победа
- Луиђи Горини 19 ваздушних победа
- Фурио Лаури 18 ваздушних победа
- Морози 18 ваздушних победа
- Марио Бонцано 17 ваздушних победа
- Марио Висинтини 17 ваздушних победа
- Уго Драго 16 ваздушних победа

### Пилоти са више од 10 ваздушних победа
- Дулио С. Фанали 15 ваздушних победа
- Адриано Мантели 15 ваздушних победа
- Луиђи Ђанела 14 ваздушних победа
- Брунето ди Монтењако 14 ваздушних победа
- Корадо Рићи 14 ваздушних победа
- Марио Белагамби 13 ваздушних победа
- Ђермано Ла Ферла 13 ваздушних победа
- Виторио Мангуци 13 ваздушних победа
- Гуиди Пресел 13 ваздушних победа
- Луиђи Барон 12 ваздушних победа
- Ђовани Дел Иноћенти 12 ваздушних победа
- Атилио Сансон 12 ваздушних победа
- Клаудио Соларо 12 ваздушних победа
- Ђанлино Баскирото 11 ваздушних победа
- Карло Мањаки 11 ваздушних победа
- Анђело Мастроагостино 11 ваздушних победа
- Карло Ромањоли 11 ваздушних победа
- Карло Маурицио Руспили ди Пиођо Суаза 11 ваздушних победа
- Пијетро Серини 11 ваздушних победа
- Ђорђо Соларои ди Бриона 11 ваздушних победа
- Енио Тарантола 11 ваздушних победа
- Марио Веронези 11 ваздушних победа

### Пилоти са више од 5 ваздушних победа
- Амедео Бенати 10 ваздушних победа
- Фернандо Малвеци 10 ваздушних победа
- Гуидо Нобили 10 ваздушних победа
- Ђулио Рајнер 10 ваздушних победа
- Ђузепе Роберто 10 ваздушних победа
- Масимо Салваторе 10 ваздушних победа
- Ђулио Торези 10 ваздушних победа
- Емануеле Анони 9 ваздушних победа
- Ђовани Баркаро 9 ваздушних победа
- Ђузепе Цени 9 ваздушних победа
- Гуидо Фибија 9 ваздушних победа
- Валтер Омићоли 9 ваздушних победа
- Ферућио Серафини 9 ваздушних победа
- Наталино Стабило 9 ваздушних победа
- Анреа Дзоти 9 ваздушних победа
- Ђузепе Бирон 8 ваздушних победа
- Ђовани Бонет 8 ваздушних победа
- Ернесто Бото 8 ваздушних победа
- Антонио Камајони 8 ваздушних победа
- Антонио Лонгини 8 ваздушних победа
- Орфео Мацители 8 ваздушних победа
- Аролдо Софрити 8 ваздушних победа
- Рафаеле Валенцано 8 ваздушних победа
- Тито Валтанколи 8 ваздушних победа
- Раниери Пиколомини Клементини Адами 7 ваздушних победа
- Бруно Биађини 7 ваздушних победа
- Карло Канела 7 ваздушних победа
- Антонио Канфора 7 ваздушних победа
- Виторино Дафара 7 ваздушних победа
- Фаусто Филипи 7 ваздушних победа
- Луиђи Филипи 7 ваздушних победа
- Дино Форлани 7 ваздушних победа
- Еторе Фоскини 7 ваздушних победа
- Роберто Гаући 7 ваздушних победа
- Филипо Гуарнаћи 7 ваздушних победа
- Орландо Мандолини 7 ваздушних победа
- Карло Миани 7 ваздушних победа
- Олицио Ниои 7 ваздушних победа
- Ђузепе Облах 7 ваздушних победа
- Винћенцо Сант' Андреа 7 ваздушних победа
- Анђело Савини 7 ваздушних победа
- Енцо Лпмбардо Скиапакасе 7 ваздушних победа
- Вирђилио Ванцани 7 ваздушних победа
- Озвалдо Бартолакини 6 ваздушних победа
- Озвалдо Бартолоци 6 ваздушних победа
- Ливио Баси 6 ваздушних победа
- Пиетро Бонфати 6 ваздушних победа
- Алдо Буволи 6 ваздушних победа
- Агостино Калентано 6 ваздушних победа
- Ћезаре ди Берт 6 ваздушних победа
- Армандо Франсоас 6 ваздушних победа
- Амедео Гуиди 6 ваздушних победа
- Доменико Лаиола 6 ваздушних победа
- Антонио Ларсимонт Пергамени 6 ваздушних победа
- Фелиће Лонги 6 ваздушних победа
- Ђузепе Манконћини 6 ваздушних победа
- Марио Мекати 6 ваздушних победа
- Амлето Монтерумићи 6 ваздушних победа
- Ђузепе Мотет 6 ваздушних победа
- Фурио Доглио Никлот 6 ваздушних победа
- Лућиано Пердони 6 ваздушних победа
- Алваро Куерћи 6 ваздушних победа
- Дијего Родос 6 ваздушних победа
- Ђузепе Руцин 6 ваздушних победа
- Пјер Ђузепе Скарпета 6 ваздушних победа
- Рикардо Емо Сидл 6 ваздушних победа
- Алберто Спигаља 6 ваздушних победа
- Ђорђо Туњоли 6 ваздушних победа
- Алберто Веронезе 6 ваздушних победа

### Пилоти са 5 ваздушних победа
- Пауло Арканђелети 5 ваздушних победа
- Ђузепе Аурили 5 ваздушних победа
- Лорис Балди 5 ваздушних победа
- Луиђи Бандини 5 ваздушних победа
- Ђузепе Баилон 5 ваздушних победа
- Дулио Бернарди 5 ваздушних победа
- Лућио Биађини 5 ваздушних победа
- Манфредо Бианки 5 ваздушних победа
- Пиетро Бианки 5 ваздушних победа
- Алесандро Бладели 5 ваздушних победа
- Еђидио Бого 5 ваздушних победа
- Ђилберто Казели 5 ваздушних победа
- Евазио Кавали 5 ваздушних победа
- Гуљелмо Кљарини 5 ваздушних победа
- Тулио Ковре 5 ваздушних победа
- Карло Куки 5 ваздушних победа
- Франћеско Кускуана 5 ваздушних победа
- Риналдо Дамиани 5 ваздушних победа
- Енрико Дељи Инћерто 5 ваздушних победа
- Доменико Факини 5 ваздушних победа
- Ђузепе Фаразини 5 ваздушних победа
- Ђулиано Фисора 5 ваздушних победа
- Фаусто Фарнаћи 5 ваздушних победа
- Иокапо Фриђери 5 ваздушних победа
- Антонио Ђардина 5 ваздушних победа
- Ебер Ђудиће 5 ваздушних победа
- Ђорђио Графер 5 ваздушних победа
- Марио Гуерћи 5 ваздушних победа
- Луиђи Лелићи 5 ваздушних победа
- Еугенио Леота 5 ваздушних победа
- Луиђи Мариоти 5 ваздушних победа
- Серђио Маурер 5 ваздушних победа
- Марио Мелис 5 ваздушних победа
- Елио Миото 5 ваздушних победа
- Ђанфранко Монтањани 5 ваздушних победа
- Луиђи Монти 5 ваздушних победа
- Енрико Морето 5 ваздушних победа
- Рафаело Новели 5 ваздушних победа
- Данте Окарсо 5 ваздушних победа
- Енцо Омићоли 5 ваздушних победа
- Антонио Палацески 5 ваздушних победа
- Франћеско Пекјари 5 ваздушних победа
- Константино Петроселини 5 ваздушних победа
- Марио Пина 5 ваздушних победа
- Марио Плуда 5 ваздушних победа
- Ђорђио Поцек 5 ваздушних победа
- Алдо Ремондино 5 ваздушних победа
- Рикардо Роведа 5 ваздушних победа
- Ђовани Сајева 5 ваздушних победа
- Карло Сеганди 5 ваздушних победа
- Олиндо Симионато 5 ваздушних победа
- Виторио Скуарћиа 5 ваздушних победа
- Анибале Стерци 5 ваздушних победа
- Ренато Таламини 5 ваздушних победа
- Ариго Тесари 5 ваздушних победа
- Луиђи Торкио 5 ваздушних победа
- Ћелсо Дземела 5 ваздушних победа
- Никола Дзоти 5 ваздушних победа